# Explicit
Explicitⓘ (łac. explicare – rozwijać; w tym kontekście: explicit – tu się kończy) – termin oznaczający ostatni fragment rękopisu lub inkunabułu.
Pierwotnie, w starożytności, była to formułka, po której pisano tytuł dzieła (lub np. rozdziału), który zwyczajowo był umieszczany na końcu tekstu, a zarazem zwoju, przez co widoczny był dopiero po jego całkowitym przeczytaniu (czyli rozwinięciu). Formułka ta przeszła następnie, w średniowieczu, ze zwojów na kodeksy. Zapisy po tej formułce, łącznie z samą formułką explicit, mogły też wyróżniać się z tekstu barwą lub formą graficzną.
Pojęcia explicit używa się również w pokrewnym znaczeniu (inna nazwa to conclusia), w odniesieniu do końcowych słów samego utworu.
Explicit i conclusia, podobnie jak incipit i initium (używane wobec początku tekstu), należą do elementów określania (np. identyfikowania, katalogowania) starych dzieł lub dokumentów, jeśli nie były opatrzone ani autorem, ani tytułem, ani żadnymi innymi cechami metrykalnymi. Tak samo pojęcie to stosuje się w odniesieniu do ocalałych fragmentów piśmienniczych. Wykorzystywane jest również do określania zabytków piśmienniczych, które podczas przepisywania zachowywały tę samą zawartość tekstu, ale u różnych przepisywaczy były opatrywane odmiennymi dodatkowymi wpisami na końcu.